# Laitakari (ö i Finland, Egentliga Finland, Nystadsregionen)
Laitakari är en ö i Finland. Den ligger i Bottenhavet och i kommunen Nystad i den ekonomiska regionen  Nystadsregionen i landskapet Egentliga Finland, i den sydvästra delen av landet. Ön ligger omkring 230 kilometer väster om Helsingfors.
Öns area är 4,3 hektar och dess största längd är 410 meter i sydöst-nordvästlig riktning.

## Klimat
Inlandsklimat råder i trakten. Årsmedeltemperaturen i trakten är 6 °C. Den varmaste månaden är augusti, då medeltemperaturen är 16 °C, och den kallaste är januari, med −4 °C.